# Johann Abraham Ahasverus
Johann Abraham Ahasverus (* 18. September 1725 in Bremen; † 17. Februar 1802 (andere Quelle: 20. Juli 1797) in Bremen) war ein deutscher Jurist, Professor der Rechte am Gymnasium Illustre und Archivar in Bremen.

## Biografie
Ahasverus war der Sohn des Pastors Heinrich Ahasverus. Er besuchte vermutlich das Gymnasium in Bremen, studierte Rechtswissenschaften an der Universität Göttingen und promovierte um 1752 in Göttingen zum Dr. jur. Er leitete von 1768 bis 1797 als Senats-Secretär das Bremer Archiv als Nachfolger von Liborius Diederich Post. Ihm folgte als Archivar Heinrich Gerhard Post (1754–1825). Er war zudem  seit 1753 Lehrer für Rechtswissenschaften am Gymnasium Illustre in Bremen.
Ahasverus war verheiratet und Vater von Prof. Dr. jur. Heinrich Ahasverus (1770–1824). 